# 飯田雅司
飯田 雅司（いいだ まさし、1977年5月19日）は、京都府京都市伏見区出身の元プロ野球選手（投手、内野手）。右投右打。

## 来歴

### プロ入り前
中学時代はボーイズリーグの京都田辺ボーイズに在籍し、3年時に世界大会に出場。
高校は福井県の敦賀気比高等学校に進学し1994年から2年連続で夏の甲子園に出場。1995年は遊撃手兼控え投手でベスト4に進出。
1995年のプロ野球ドラフト会議において千葉ロッテマリーンズから投手として3位指名を受け入団。

### プロ入り後
1997年にはサンディエゴ・パドレス傘下ルーキーリーグのアリゾナリーグ・パドレスに野球留学したが、肩を痛めたこともあり2年間一軍出場が無く、3年目の1998年から内野手に転向した。
しかし、それでも一軍出場が無いまま1999年オフに戦力外通告を受け、広島東洋カープなどの入団テストを受けるも不合格に終わり、現役を引退した。

### 現役引退後
引退後は佐川急便勤務を経て、コンピュータ関連企業のエーティーワークスの子会社に転職した。また佐川急便時代の2004年から、桑田真澄がオーナーを務めるボーイズリーグの麻生ジャイアンツボーイズの監督を務めていた。
2017年4月に新潟県にある加茂暁星高等学校の事務職員に転職し、併せて野球部のコーチに就任した。同年8月に監督に就任。2019年春に退任した。

## 詳細情報

### 年度別打撃成績
- 一軍公式戦出場なし

### 背番号
- 46 （1996年 - 1999年）